# Pjotr Ioakimowitsch Paltschinski

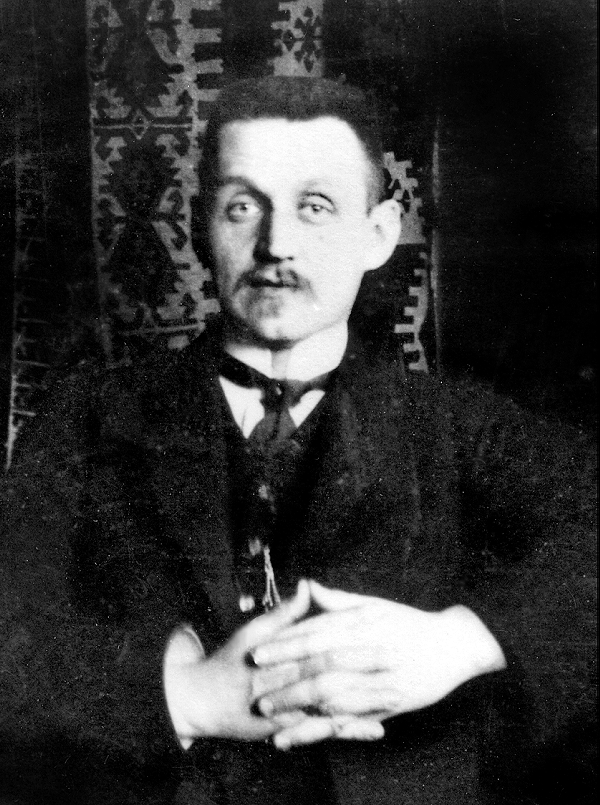
Pjotr Ioakimowitsch Paltschinski (1913)

Pjotr Ioakimowitsch Paltschinski (russisch Пётр Иоакимович Пальчинский; * 27. Septemberjul. / 9. Oktober 1875greg. in Sarapul; † 22. Mai 1929 in Moskau) war ein russischer Bergbauingenieur, Unternehmer, Ökonom und Hochschullehrer.

## Leben
Paltschinskis Vater war Förster in Sarapul. Die Mutter war eine Schwester des Narodniks Nikolai Wassiljewitsch Tschaikowski und ging bald mit den Kindern nach Kasan, während der Vater in Sarapul blieb. Paltschinski besuchte die Realschule in Kasan. 1892 nahm er in St. Petersburg ohne Erfolg am Wettbewerb für das Studium am St. Petersburger Bergbau-Institut teil. Er studierte dann dort nach dem Schulabschluss 1893. 1894 organisierte er zum Gedenken an Alexander III. die Bibliothek im Institut. Nach einem Nervenzusammenbruch erholte er sich 1896–1897 auf der Krim und in Graz. 1897 arbeitete er vier Monate lang in einer Expedition in Turkestan und war dann Praktikant in Bergwerken in Frankreich, wo er seinen Onkel Nikolai Wassiljewitsch Tschaikowski kennenlernte. 1899 war er an Studentenunruhen beteiligt. Er gründete eine Kasse für gegenseitige Unterstützung der Studenten und später ein Arbeitsvermittlungsbüro für Studenten. Er organisierte eine Studentenkantine und gab die Vorlesungsmanuskripte der Institutslehrer heraus. Er stand den Anarchisten nahe und vertrat die Ideen Pjotr Alexejewitsch Kropotkins. 1900 schloss er das Studium ab als Bergbauingenieur mit Ernennung zum Titularrat (9. Rangklasse).
Paltschinski führte nun unter der Leitung Leonid Iwanowitsch Lutugins Untersuchungen in Bergwerken des Donbass durch. Er arbeitete bei der Kommission zur Untersuchung des Donbass und beim Rat zur Entwicklung der Eisenbahntarife im nordöstlichen Teil des Donbass. Seinen Wehrdienst bei der Artillerie schloss er als Praporschtschik ab.
1902 ging Paltschinski ins Gouvernement Irkutsk und wurde Geschäftsführer der Golowin-Bergbaugesellschaft des Rajons Tscheremchowo. 1903 wurde er Mitglied der Russischen Technischen Gesellschaft. Er beschäftigte sich mit der Planung von Eisenbahnstrecken zu den Kohlelagerstätten.
Während der Russischen Revolution 1905 beteiligte sich Paltschinski an den revolutionären Aktivitäten am Bahnhof Pawlowsk und im Gouvernement Irkutsk. Er war Sekretär des Komitees der Angestellten und Arbeiter der Verwaltung des Depots und des Bahnhofs Irkutsk und koordinierte den Zugverkehr zur japanischen Front. Anfang Januar 1906 wurde er verhaftet und nach drei Monaten Gefängnishaft unter Polizeiaufsicht gestellt. Im Oktober 1906 gründete er eine eigene Gesellschaft und erarbeitete ein Programm zur Industrieentwicklung in Sibirien auf der Grundlage der Förderung des Bergbaus. Als 1907 seine verwaltungsmäßige Verbannung aufgehoben wurde, ging er nach St. Petersburg und dann nach Charkow. Er arbeitete beim Rat der Bergbauindustrie Südrusslands mit. Im April 1908 wurde er aus dem Dienst der Bergbauhauptverwaltung entlassen.
Wegen eines drohenden Strafverfahrens mit möglicher Verurteilung zur Katorga verließ Paltschinski Russland und lebte als Vertreter des Rats des Kongresses der Bergbauindustrie Südrusslands in London. Er beteiligte sich am Leben der russischen Emigrantenkolonie und gründete mit anderen den Russischen A.-I.-Herzen-Kreis. Er verfasste eine mehrbändige Beschreibung der europäischen Häfen im Hinblick auf die Erweiterung der russischen Exporte. Er erarbeitete Vorschläge für die Entwicklung der Asowschen Häfen und den Bau von Küsteneisenbahnen. Er leitete die Bergbauindustrie-Abteilung auf der Weltausstellung Turin 1911. Dafür dankte ihm der Finanz- und Handelsminister Italiens und der Handels- und Industrieminister Russlands Sergei Iwanowitsch Timaschew, der die Ausstellung besuchte. In Rom erlangte er das Recht, Sperrholz zu einem 10fach erniedrigten Tarif aus Italien nach Russland einzuführen. Er wurde zum bevollmächtigten Abteilungsleiter des Rats der Union der Bergbauindustrie Südrusslands ernannt.
Nach der Amnestie 1913 kehrte Paltschinski nach Russland zurück. Er wurde Aktionär und Vorstandsmitglied verschiedener Industriefirmen und Vorstandsvorsitzender der Aktiengesellschaft Ljuborad sowie Berater der Asow-Schwarzmeer-Bank. Er organisierte das Donbass-Kohlesyndikat Produgol. Zu Beginn des Ersten Weltkriegs gründete er bei der Russischen Technischen Gesellschaft die Kommission zur Förderung der Industrie für den Krieg. Er arbeitete im Zentralen Rüstungsindustriekomitee mit. Er beteiligte sich an der Arbeit einer Freimaurerloge des Großorients der Völker Russlands.
Während der Februarrevolution 1917 war Paltschinski Mitglied der Militärkommission des Provisorischen Komitees der IV. Staatsduma. Er ließ in Petrograd Kraftwerke und Rüstungsbetriebe unter Schutz stellen und die Telefonstation, den Telegrafen, die Post, die Bahnhöfe, die Russische Staatsbank und das Generalstabsgebäude besetzen. Er wurde in den Petrograder Sowjet gewählt. Im März 1917 wurde er Leiter des Rüstungskomitees, Chefbevollmächtigter der Provisorische Regierung für Metall- und Brennstoffversorgung und Vizeminister für Handel und Industrie. Nikolai Nikolajewitsch Suchanow und Jakow Markowitsch Bukspan rühmten Paltschinski als bedeutenden Wirtschaftsvertreter. Im August 1917 widersetzte sich Paltschinski dem Putschversuch Lawr Georgijewitsch Kornilows. Darauf ernannte der Chef der Provisorischen Regierung Alexander Fjodorowitsch Kerenski Paltschinski zum Assistenten des zivilen Teils des Generalgouvernements Petrograd und Umgebung und zwei Tage später zum Generalgouverneur. Innerhalb einer Woche organisierte er die technischen Maßnahmen zur Verteidigung der Stadt gegen den deutschen Vormarsch.
Am Tag der Oktoberrevolution wurde Paltschinski zum Assistenten Nikolai Michailowitsch Kischkins, der die öffentliche Ordnung wieder herstellen sollte, und zum Verteidiger des Winterpalasts ernannt. Die Bolschewiki verhafteten Paltschinski und brachten ihn in die Peter-und-Paul-Festung. Nach vier Monaten wurde er gegen eine hohe Kaution freigelassen, aber 1918 und 1919 wiederholt von der Petrograder Tscheka verhaftet.
1918 wurde Paltschinski Vorsitzender der Russischen Technischen Gesellschaft. Er beschäftigte sich mit der Erschließung der russischen Glimmerschiefer-Lagerstätten. Er organisierte das Forschungsinstitut für Oberfläche und Untergrund und gab die gleichnamige Zeitschrift heraus. 1920 wurde er Professor am Petrograder Bergbau-Institut und hielt Vorlesungen über Geologie und Ökonomie von Erdgas und Harz. Er wurde Mitglied des Zentralen Expertenrats und des Wissenschaftlich-Technischen Rats der Wirtschaftshauptverwaltung des Obersten Rats für Volkswirtschaft. Er war ständiger Berater des Gosplan der UdSSR und wirkte beim GOELRO mit. Er war Berater bei der Entwicklung des DneproGES-Projekts. In den 1920er Jahren beteiligte er sich auch an den Aktivitäten des Kropotkin-Komitees. 1922 wurde er erneut verhaftet und nach zweimonatiger Gefängnishaft auf Antrag des Gosplan-Vorsitzenden Gleb Maximilianowitsch Krschischanowski freigelassen.
Als im April 1928 im Zusammenhang mit dem Schachty-Prozess viele Bergbauingenieure, darunter Iossif Iossifowitsch Fedorowitsch, Boleslaw Friedrichowitsch Grindler und Nikolai Andrejewitsch Tschinakal, verhaftet wurden, nahm die OGPU am 21. April 1928 Paltschinski wegen Beteiligung an einer antisowjetischen Ingenieursorganisation fest. Nach Haft in der Lubjanka und Butyrka wurde er vom OGPU-Kollegium am 22. Mai 1929 wegen Verschwörung und Sabotage des Eisenbahnverkehrs und der Gold- und Platin-Industrie zum Tod durch Erschießen verurteilt mit sofortiger Vollstreckung. 1930 im Industriepartei-Sabotage-Prozess wurde Paltschinski als geistiger Urheber des behaupteten Ingenieurszentrums bezeichnet.
Paltschinski war seit 1899 mit Nina Alexandrowna geborene Bobrischtschewa-Puschkina (1878–1938) verheiratet, die mit den Dekabristen-Brüdern Nikolai Sergejewitsch Bobrischtschew-Puschkin und Pawel Sergejewitsch Bobrischtschew-Puschkin verwandt war und nach dem Tode ihres Mannes in Staraja Russa als Krankenschwester arbeitete.
Paltschinski war das Vorbild für den Ingenieur Pjotr Obolowski in Alexander Issajewitsch Solschenizyns Roman Das rote Rad (Zweiter Knoten).